# كلي إنترتنمنت
كلي إنترتنمنت إنك. (بالإنجليزية: Klei Entertainment Inc.)‏، هي شركة تطوير ألعاب فيديو كندية مقرها فانكوفر،أسست في يوليو 2005م ، أشهر ألعابها كانت  لعبة إن+ ومارك أف ذا نينجا، وغيرها، ويبلغ عدد العاملين نحو 35 موظفاً.

## وصلات خارجية
- الموقع الرسمي